# Johann Andreas von Segner

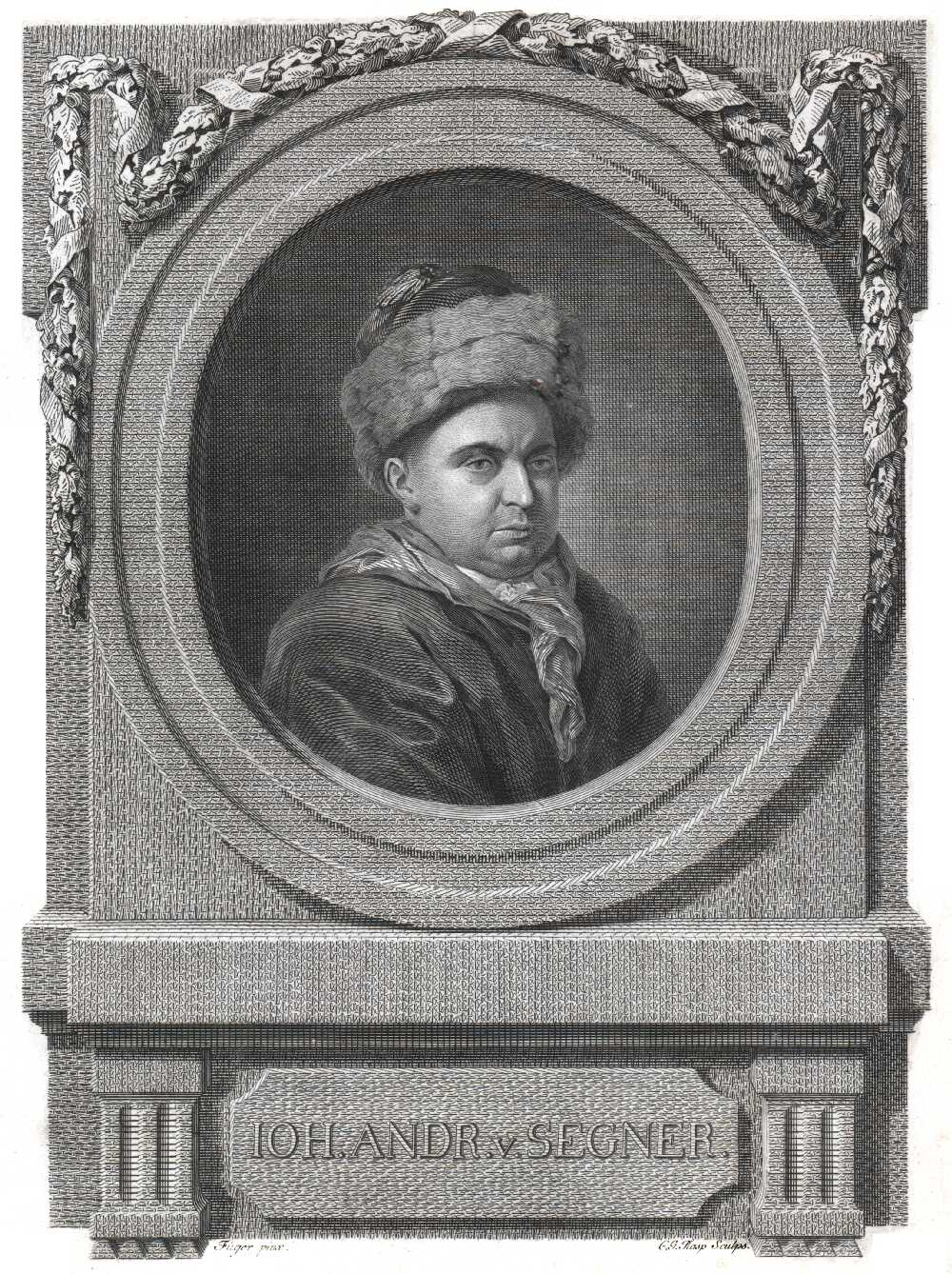
Johann Andreas von Segner. Carl Gottlieb Rasp nach Heinrich Friedrich Füger

Johann Andreas von Segner, auch Ján Andrej Segner oder János András Segner, (* 9. Oktober 1704 in Preßburg; † 5. Oktober 1777 in Halle) war ein Mathematiker, Physiker und Arzt. Ein nach ihm benanntes Wasserrad gilt als Vorläufer der Pelton-Turbine.

## Leben

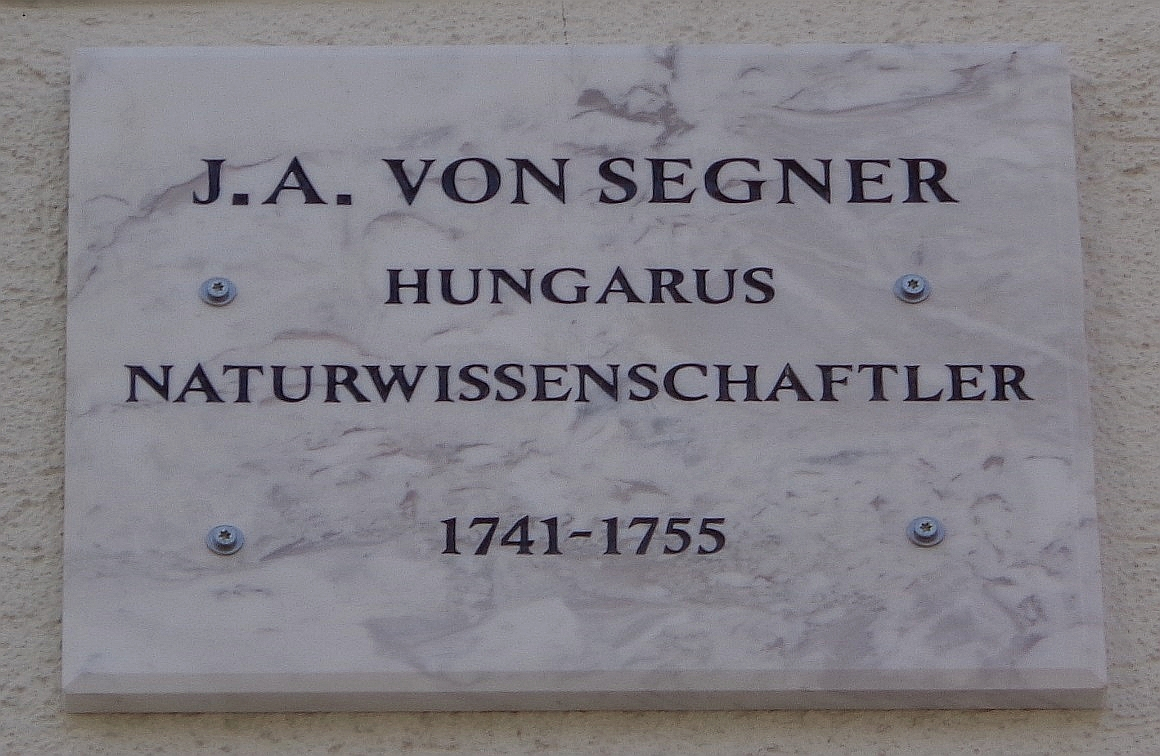
Göttinger Gedenktafel für Johann Andreas von Segner

Johann Andreas von Segner wurde als Sohn des Preßburger Stadtkämmerers und Steuereinnehmers Johann Michael von Segner geboren. Ab 1714 besuchte er das städtische Gymnasium, schon früh zeigten sich besondere Begabungen in Mathematik und Physik. 1725 begann er an der Universität Jena ein Studium der Medizin, Philosophie und Mathematik. Schon vor seiner Graduierung publizierte er verschiedene kleinere Artikel. Als promovierter Arzt arbeitete er ab 1730 wieder in seiner Heimatstadt. Diese Arbeit erwies sich jedoch nicht als befriedigend für ihn, und so kehrte er bereits zwei Jahre später (1732) wieder nach Jena zurück, erwarb an der Universität seinen Magister und hielt als Privatdozent ab 1733 Vorlesungen in Mathematik und Medizin. Einem Ruf nach Göttingen auf die eigens für ihn geschaffene Professur für Mathematik und Naturlehre (Naturwissenschaft) folgte er 1735. Als einer der ersten Naturwissenschaftler hielt er Experimentalvorlesungen in Chemie ab, auch zeichnete er verantwortlich für den Bau der Universitätssternwarte in Göttingen. Im Jahre 1754 wurde er als Professor der Mathematik und Physik zum Nachfolger des Philosophen und Mathematikers Christian Wolff an die Universität Halle berufen. Auch hier ließ er die Sternwarte Halle errichten. Zu seinen Studenten, die bei ihm in Halle promovierten, gehörten Christian Garve (1766) und August Niemeyer (1777).
Als einer der bedeutendsten Naturwissenschaftler seiner Zeit war Segner Mitglied der Preußischen Akademie der Wissenschaften Berlin (1746), der Royal Society London (1738) und der Russischen Akademie der Wissenschaften Sankt Petersburg (1753). Von 1751 bis 1753 war er ordentliches Mitglied der Göttinger Akademie der Wissenschaften.
Sein Grab befindet sich auf dem hallischen Stadtgottesacker.

## Werk

Segnersches Wasserrad

Während seiner Zeit in Göttingen publizierte Segner 1750 zwei wissenschaftliche Schriften, die sich mit Problemen der Hydrodynamik beschäftigten.
Darin stellte er das Prinzip eines Wasserrads vor, das als Segnersches Wasserrad zum Vorläufer der Turbinentechnik wurde. Das Rad nutzt dabei als Reaktionswasserrad die potentielle Energie. Der Wasserdruck erzeugt bei entsprechend angeordneten Düsen eine Kreisbewegung. Das Prinzip nutzen manche Rasensprenger, die sich durch den Rückstoß des tangential austretenden Wassers drehen. Erstmals zur Anwendung kam dieses Prinzip in der Antike bei der Aeolipile, die Heron von Alexandria mit Wasserdampf betrieb. Der bei einigen Helikoptern verwendete Blattspitzenantrieb ist ebenfalls nah verwandt. Segners Konstruktion wurde unter anderem von Leonhard Euler aufgegriffen und mit Verbesserungsvorschlägen bedacht. Die Abbildung zeigt den prinzipiellen Aufbau im Längsschnitt (A, B: Wassereinlauf; B: Rotationsachse; C: Düsen; F, G: Auskopplung der Drehbewegung) und Querschnitt (D: tangential gebogene Düsen).
Weitere Studien führte Segner zu Symmetrieachsen fester Körper, zum Luftdruck, zur Oberflächenspannung von Flüssigkeiten (insbesondere zur Kapillarität) und zu Sonnenfinsternissen. In Halle arbeitete er außerhalb der Universität an den Wöchentlichen Hallischen Anzeigen mit.
Segner wird in der Psychologie oft mit der ersten Untersuchung des ikonischen Gedächtnisses verbunden; 1740 soll er hierzu ein Experiment durchgeführt haben, bei dem er glühende Kohle an einem Rad rotieren ließ; in einem dunklen Raum ergab sich für den Beobachter bei ca. 100 ms ein stetiges Bild; damals visuelle Persistenz genannt.

## Würdigungen
In Halle sind eine Straße und eine Schule nach Segner benannt, 1956 wurde die Segnerstraße in Wien nach ihm benannt.
Auf dem Mond trägt der Krater Segner seinen Namen. Auch der Asteroid (28878) Segner ist nach ihm benannt.

## Schriften
- Specimen logicae universaliter demonstratae. (Ienae1740) Reprint herausgegeben mit English Einleitung von Mirella Capozzi, Bologna: CLUEB, 1990.
- In contemplationibus hydraulicis pergit. (Gottingae 1746)
- Deutliche und vollständige Vorlesungen über die Rechenkunst und Geometrie: zum Gebrauche derjenigen, welche sich in diesen Wissenschaften durch eigenen Fleiß üben wollen. Meyer, Lemgo 1747. (Digitalisat)
- Einleitung in die Naturlehre. Göttingen 1746. (Digitalisat)
- Superficies fluidorum concavas ostendit. (Gottingae 1750)
- Programma Qvo Principivm Parsimoniae Vniversaliter Demonstratvr Atqve Dissertatio Inavgvralis Medica Indicitvr. (Gottingae 1754)
- Cursus mathematici. 5 Bände Halle 1756–1768. (Digitalisat Band 1), (Band 2), (Band 3)
- Anfangsgründe der Arithmetic, Geometrie und der geometrischen Berechnungen. aus d. Lat. übers. (Halle 1773)